# Доменік Піттіс
Доменік Піттіс (англ. Domenic Pittis; 1 жовтня 1974, місто Калгарі, провінція Альберта) — канадський хокеїст, центральний нападник. Його молодший брат Джонатан також хокеїст.

## Ігрова кар'єра
Доменік в юнацькому віці виступав за команду «Летбридж Гаррікейнс» з Західної хокейної ліги, під час перебування в цій лізі був обраний в другому раунді Драфта НХЛ під 52 номером клубом НХЛ «Піттсбург Пінгвінс».
Професійну кар'єру розпочав в Міжнародній хокейній лізі (англ. International Hockey League/IHL). Спочатку виступав в складі клубу «Клівленд Лемберджекс», а пізніше перейшов до «Лонг-Біч Айс Догс». У сезоні 1996/97 Піттіс дебютував у НХЛ, провівши лише один матч за «Піттсбург Пінгвінс». Після сезону в клубі «Сірак'юс Кранч» (АХЛ), він підписав контракт як вільний агент з «Баффало Сейбрс», в складі яких провів три гри. В основному виступав за «Рочестер Американс» (АХЛ). Хоча він був найкращим бомбардиром в АХЛ, заграти за «Сейбрс» йому так і не вдалося. З літа 2000 року Доменік грає за «Едмонтон Ойлерс» виключно в НХЛ, провів 69 матчів та набрав лише 15 очок (4 + 11). Велику частину сезону 2001/02 він пропустив через травму голови. Навіть після переїзду в Нашвілл, стара травма не дала змоги йому заграти на повну силу, що примусило виступати за фарм-клуб «Мілвокі Едміралс» в АХЛ.
Ще раз він зіграв за «Баффало» (чотири матчі, сезон 2003/04) перед своїм поверненням в АХЛ у «Рочестер Американс». Завершивши сезон у фарм-клубі, Доменік вирішив переїхати до Європи, де уклав контракт з швейцарським клубом «Клотен Флаєрс», за який виступав до 8 січня 2008 року, вже 11 січня укладає контракт з іншим клубом Національної ліги А ЦСК Лайонс. В Цюриху провів п'ять сезонів, зіграв 226 матчів та набрав 188 очок (59 + 129), а також став переможцем Хокейної Ліги чемпіонів та Кубка Вікторії у 2009 році.
Тричі здобув Кубок Шпенглера у 2006 році у складі клубу Давосу та 2007 та 2012 у складі збірної Канади. Входив до команди усіх зірок Кубка Шпенглера у 2005 році.
З 2012 року виступає у складі ХК «Вісп», що представляє другий дивізіон чемпіонату Швейцарії, завершив сезон та кар'єру в 2013 виступами в складі іншого швейцарського клубу «Цуг». 